# Граф Хоффмана
Граф Хоффмана является 4-регулярным графом с 16 вершинами и 32 рёбрами, который открыл Алан Хоффман и опубликовал в 1963. Граф коспектрален графу гиперкуба Q4.
Граф Хоффмана имеет много общих свойств с гиперкубом Q4 — оба гамильтоновы и имеют хроматическое число 2, хроматический индекс 4, обхват 4 и диаметр 4. Граф также вершинно 4-связен и  рёберно 4-связен.  Однако радиус графа Хоффмана равен 3 в отличие от гиперкуба  Q4 (радиус которого равен 4). Граф Хоффмана не дистанционно-регулярен. Граф имеет книжную толщину 3 и число очередей 2.

## Алгебраические свойства
Граф Хоффмана не вершинно-транзитивен и его полная группа автоморфизмов является группой порядка 48, изоморфной прямому произведению симметрической группы S4 и циклической группы Z/2Z.
Характеристический многочлен графа Хоффмана равен
{\displaystyle (x-4)(x-2)^{4}x^{6}(x+2)^{4}(x+4)},
что делает его целым графом — графом, спектр которого полностью состоит из целых чисел. Это тот же спектр, что и у гиперкуба Q4.

## Галерея

Граф Хоффмана гамильтонов.
Хроматическое число графа Хоффмана равно 2.
Хроматический индекс графа Хоффмана равен 4.